# Haarentfärbungsmittel
Haarentfärbungsmittel dienen der Haarpflege. Sie werden für das Entfärben von gefärbtem Haar verwendet. Je nach der Färbungsart müssen verschiedene Mittel angewendet werden. Die Inhaltsstoffe solcher Mittel müssen auf der Verpackung deklariert werden. 
Dies ist geregelt in der Richtlinie "Internationale Nomenklatur für kosmetische Inhaltsstoffe" (Abkürzung INCI vom engl. International Nomenclature of Cosmetic Ingredients). 

## Pflanzliche Haarfarben
Pflanzliche Haarfarben werden mit oxidativer Bleichung entfernt. Dafür werden 4–6%ige Wasserstoffperoxid-Lösungen verwendet.

## Metallsalz-Haarfarben
Metallsalz-Haarfarben sind nur mit aufwendigen chemischen Verfahren zu entfernen. Beispielsweise werden Silbersalz-Färbungen mit Alkali, Kaliumiodid und Natriumthiosulfat entfernt.

## Oxidationsfarben

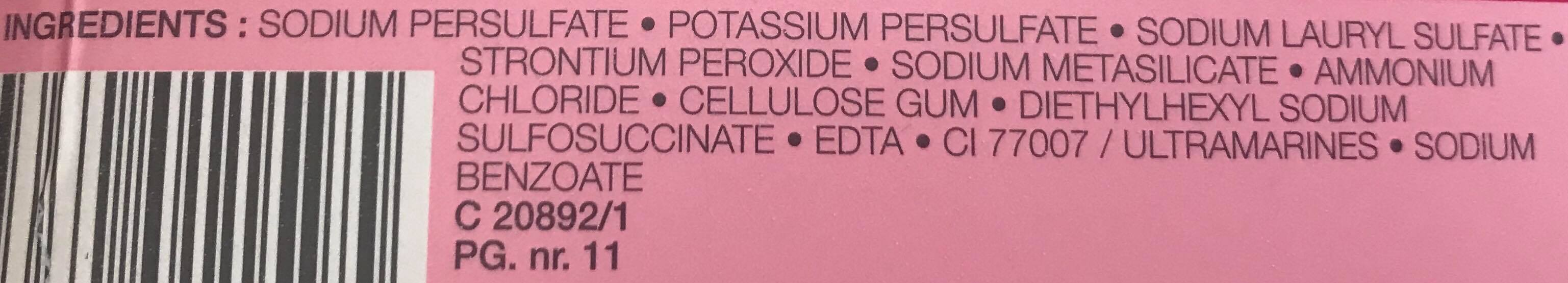
Deklaration der Inhaltsstoffe eines Haaraufhellers (Oxidationsmittels) nach INCI

Oxidationshaarfarben können mit Reduktionsmitteln in saurer Lösung abgezogen werden oder mit Oxidationsmitteln in alkalischer Lösung überoxidiert werden.

### Reduktionsmittel
Beim Auftragen von Reduktionsmitteln in saurer Lösung werden die Oxidationsfarbstoffe reduktiv gespalten, welche sich dann auswaschen lassen. Die natürlichen Pigmente bleiben unverändert erhalten. Bei diesem Verfahren können jedoch nicht alle gespaltenen Oxidationsfarbstoffe herausgewaschen werden. Dadurch dunkelt das Haar nach einiger Zeit wieder nach, da die Abbauprodukte erneut durch den Luftsauerstoff oxidiert werden.

### Oxidationsmittel
Im Gegensatz zur Entfärbung mit Reduktionsmitteln handelt es sich hierbei um eine Bleichung, wobei alle natürlichen Farbpigmente zerstört werden. Bei hellen Farben reicht eine kurze Einwirkzeit von Wasserstoffperoxid-Lösungen. Bei dunklen Färbungen muss zusätzlich ein Wasserstoffperoxid-Peroxodisulfat-Shampoo verwendet werden.

## Direktgefärbtes Haar
Die Entfärbung kann bereits mit normalen Shampoo-Waschungen gelingen. Gelingt dieses nicht kann ein strähnenweises Behandeln mit Ethanol helfen.